# Al Gabriele

Al Gabriele est un dessinateur de comics de l'âge d'or des comics. Il est le créateur de Black Cat pour Harvey Comics.

## Biographie
On sait très peu de choses sur Alfred Gabriele, dit Al Gabriele dessinateur de comics qui a travaillé de 1940 à 1949. Sa date et son lieu de naissance sont inconnus, tout comme sa date et lieu de décès s'il a eu lieu. Son premier travail connu est un encrage d'un épisode de Blue Bolt de Joe Simon et Jack Kirby publié par Novelty Press. Il travaille ensuite beaucoup pour Timely Comics et Fiction House
Pour Timely Comics, il crée les personnages du Bolide avec Al Avison et de Miss America avec Otto Binder. Il dessine ou encre des épisodes de Namor et de Human Torch. Pour Harvey Comics il crée le personnage de Black Cat. Le dernier comics auquel il participe est Sub-Mariner 41 daté d'avril 1949. Il est peut-être aussi le dessinateur de la couverture de Captain America Comics daté de juillet 1949. Il n'est plus crédité sur aucun comics après cette date,.
Durant la seconde guerre mondiale, il illustre les manuels pour soldats édités par l'armée. Le 12 juin 1941, il épouse Helen Sibo avec qui il a un fils. Arès guerre, il abandonne les comics et entame une carrière de dessinateur pour la publicité et d'illustrateur pour la presse, essentiellement le Reader's digest et le Saturday Evening Post. Il meurt d'un cancer le 13 juillet 1992.